# 张为 (唐朝)
張為（?—?），袁州宜春（今屬江西）人。
晚唐江南詩人，曾游福州釣臺山，與周樸齊名。咸通後進士。著有《詩人主客圖》，亦頗受稱許，《唐詩紀事》收有《詩人主客圖序》。